# 2015 par pays au Proche-Orient
Les événements par pays de l'année 2015 au Proche-Orient et dans le monde arabe.
Chronologie par pays au Proche-Orient
- 2011
- 2012
- 2013
- 2014
- 2015
- 2016
- 2017
- 2018
- 2019

## Tout le Proche-Orient
2016 par pays au Proche-Orient

## Arabie saoudite
- 23 janvier 2015 : Salmane ben Abdelaziz Al Saoud (né en 1935) succède à son demi-frère Abdallah ben Abdelaziz Al Saoud (1924-2015) comme roi d'Arabie saoudite.
- 24 septembre 2015 : bousculade meurtrière pendant le pèlerinage dans la vallée de Mina, 2432 morts selon le Middle East Eye[1].

## Égypte
- 6 août 2015 : ouverture du nouveau tracé du canal de Suez.
- 31 octobre 2015 : explosion du vol 9268 Metrojet faisant 224 morts (passagers et équipage russes) revendiquée par l'État islamique.

## Émirats arabes unis
Les Émirats arabes unis (EAU) sont un État fédéral regroupant sept émirats mitoyens, Abou Dabi, Ajman, Charjah, Doubaï, Foudjaïrah, Ras el-Khaïmah et Oumm al-Qaïwaïn.

## Irak
- 6 janvier 2015 : l'État islamique reprend l'offensive dans la province d'Al-Anbar et s'empare d'Al-Jubba. Il prend Khan al Baghdadi (en), assiégée depuis des mois, le 12 février[2].

- 26 janvier 2015 : l'armée irakienne reprend la ville de Mouqdadiyah tenue par l'État islamique. Elle affirme alors avoir repris le contrôle total de la province de Diyala[3]. Le même jour, des miliciens chiites massacrent au moins 72 civils sunnites dans le village de Barwana[4],[5].

- Entre le 2 mars et le 1er avril 2015 : l'armée irakienne et les milices chiites Hachd al-Chaabi reprennent Tikrit, capitale de la province de Salah ad-Din.

- 17 mai 2015 : la ville de Ramadi, capitale de la province d'al-Anbar, tombe aux mains de l'État islamique[6].

- 11 août 2015 : après deux semaines de manifestations populaires à Bagdad, le premier ministre Haïder al-Abadi fait voter par le parlement une série de réformes réduisant la corruption et le gaspillage des ressources publiques[7].
- 13 novembre 2015 : les peshmergas du Kurdistan irakien, les milices yézidis, les YPG et le PKK, appuyés par l'aviation de la coalition, reprennent à l'État islamique la ville de Sinjar[8],[9].